# Schöma
Die SCHÖMA Lokomotiven GmbH, kurz SCHÖMA, (bis 2024 Christoph Schöttler Maschinenfabrik GmbH) ist ein deutscher Hersteller von Schienenfahrzeugen mit Sitz in Diepholz.

## Geschichte

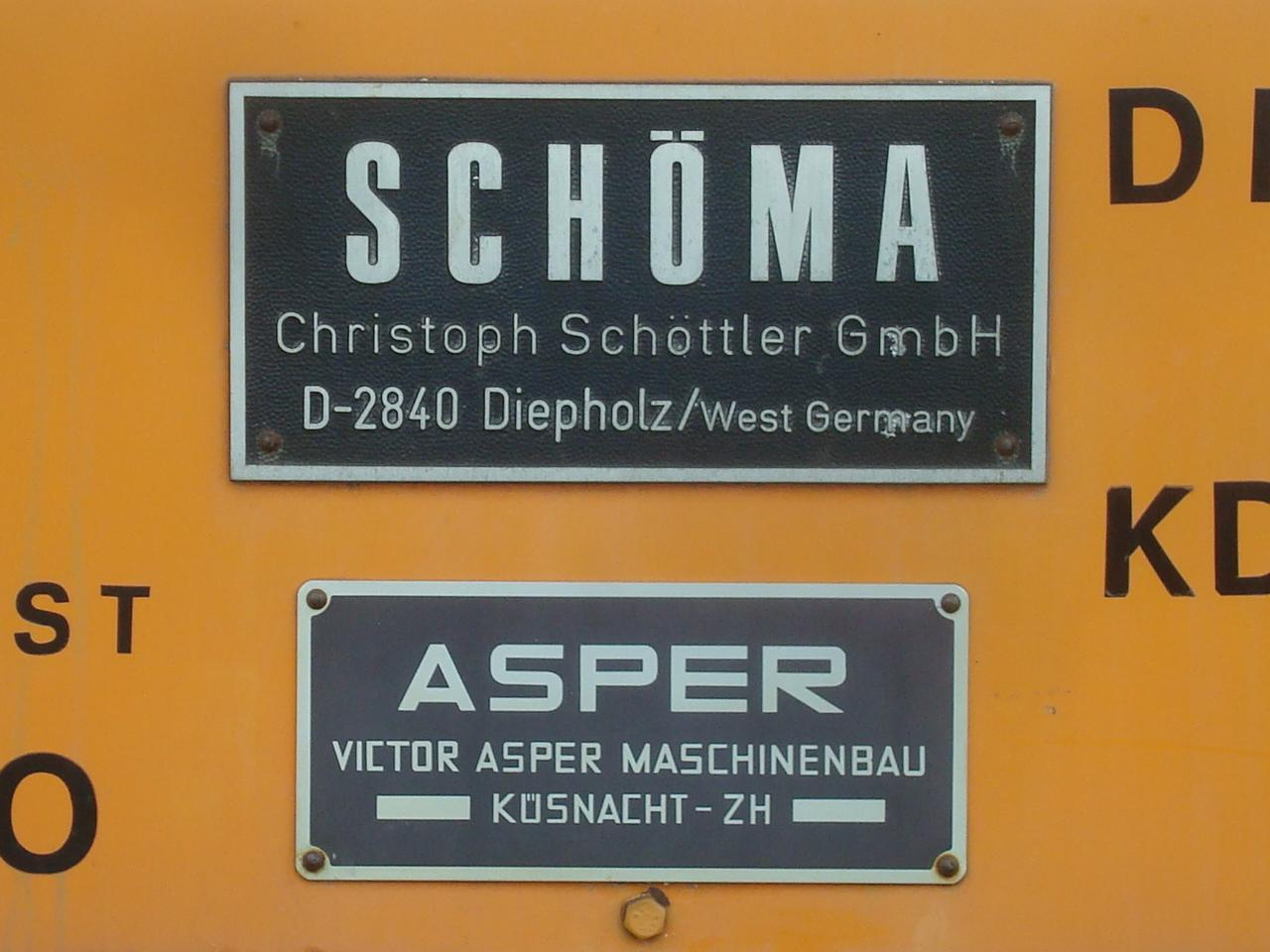
Schöma und Asper Fabrikschild an der Rangierlokomotive Tm 237 906-3 der Firma Pesa (2010)

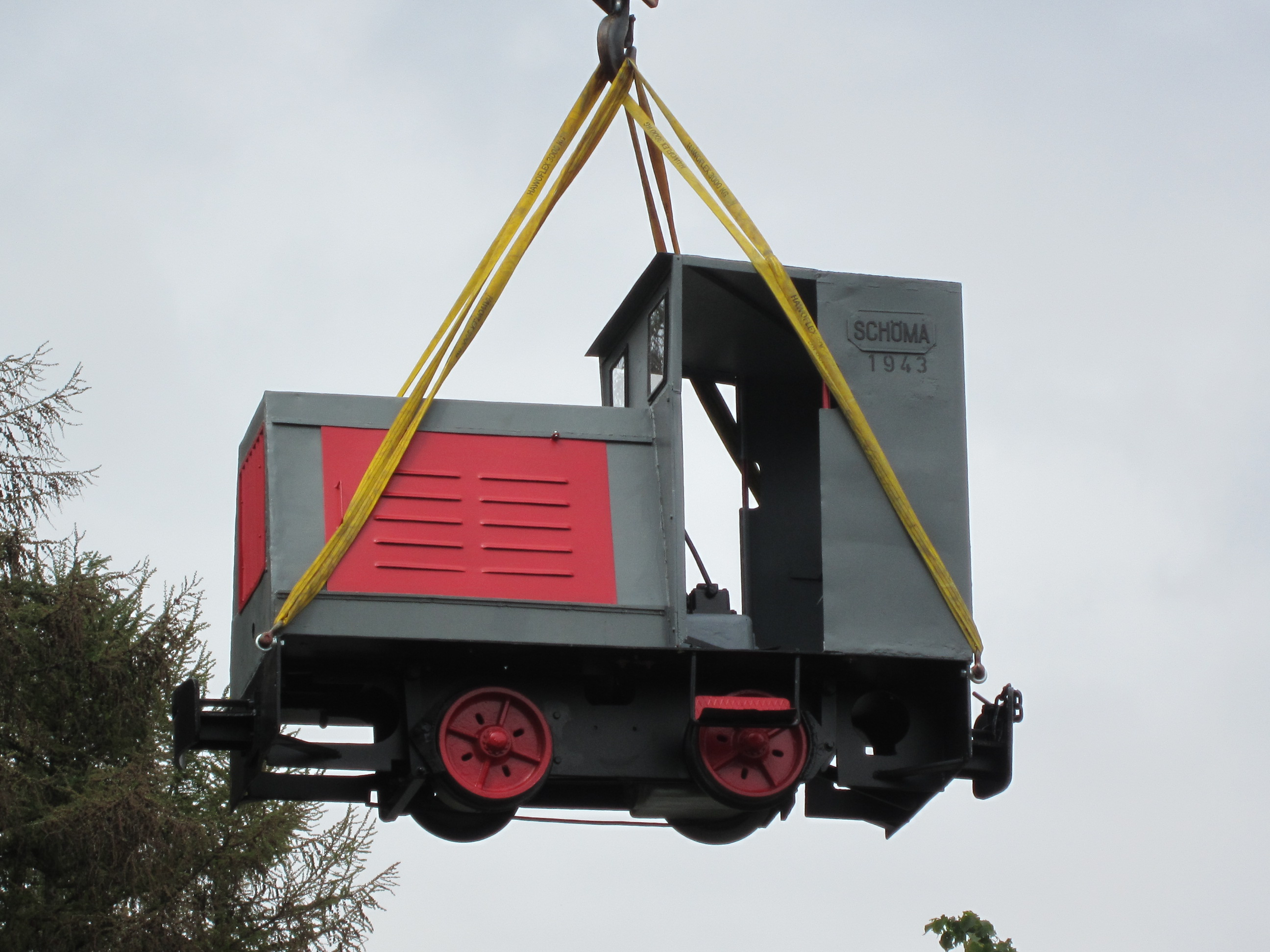
SCHÖMA-Feldbahn-Lokomotive auf dem Weg zu ihrem Museums-Standplatz in Lohne (Oldenburg)

Nachdem Christoph Schöttler aus dem väterlichen Betrieb, der Diepholzer Maschinenfabrik Fritz Schöttler (DIEMA),
wegen Meinungsverschiedenheiten um das Produktprogramm ausgestiegen war, gründete er 1930 auf einem ehemaligen
Betriebsgelände der DIEMA eine eigene Maschinenfabrik, die Christoph Schöttler Maschinenfabrik GmbH. Als Abkürzung
führte er zunächst SCHÖMAG, was einige Jahre später in Schöma geändert wurde. In den Anfangsjahren setzte
er die Produktion von Mühlenmaschinen und Traktoren fort, begann aber schon bald, den Bau von Schienenfahrzeugen
zu forcieren.
Das Unternehmen wurde schon bald zu einem der wichtigsten Hersteller von Feldbahnen, Grubenbahnen, schmalspurigen Diesellokomotiven und Bahndienstfahrzeugen. Auch eigene Motoren und Getriebe wurden entwickelt, ein Kardangetriebe für Diesellokomotiven fand auch andernorts Anwendung. Zu Beginn der 1960er Jahre entwickelte Schöma in Zusammenarbeit mit der Deutschen Bundesbahn den Schwerkleinwagen Klv 53 und fertigte in den 1970er Jahren die Serienfahrzeuge Klv 54.
1970 begann der Bau von Tunnellokomotiven, heute stellen sie die Mehrzahl der produzierten Lokomotiven. Sie werden für den Bau von U-Bahnen, Verkehrstunneln oder Versorgungstunneln eingesetzt. Neben den Tunnellokomotiven stellt die Schöma auch Rangierlokomotiven und Lokomotiven für Inselbahnen in Normal- und Schmalspur her. Am Tage des Jubiläums des 75-jährigen Bestehens der Firma wurde die 6000. Lokomotive ausgeliefert. Viele Lokomotiven sind Einzelanfertigungen. Auch der Umbau gebrauchter Loks gehört zum Programm.
Seit dem 19. Mai 2011 weist eine Schöma-Feldbahn-Lokomotive (Baujahr 1943) mit einem angehängten Torfwagen in der Mitte eines Kreisverkehrs auf der Landesstraße zwischen Vechta und Damme in Lohne (Oldenburg) – etwa sieben Kilometer von Diepholz entfernt – auf den seit Jahrzehnten in der Nähe stattfindenden Transport von Torf aus dem Südlohner Moor auf die Ausläufer der Dammer Berge hin.
2012 wurde die Firma in der vierten Generation fortgeführt.
Am Dienstag, 15. Oktober 2024 hat Schöma beim Amtsgericht Syke einen Insolvenzantrag gestellt. Das Insolvenzverfahren wurde am 1. Januar 2025 vom Amtsgericht Syke eröffnet (Aktenzeichen 15 IN 169/24). 2025 hat das Investorenpaar Brennan das Unternehmen aufgekauft.

## Einsätze
(beispielhaft)

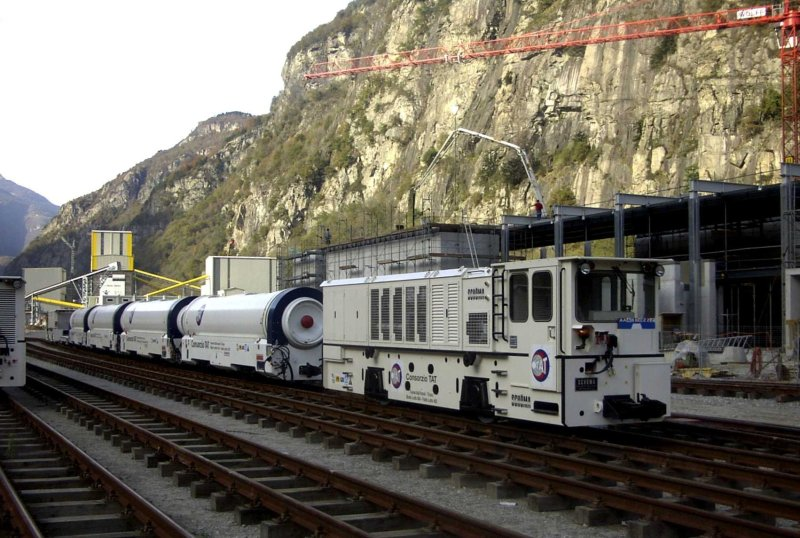
Eine SCHÖMA-Tunnellokomotive vor dem Gotthard-Basistunnel

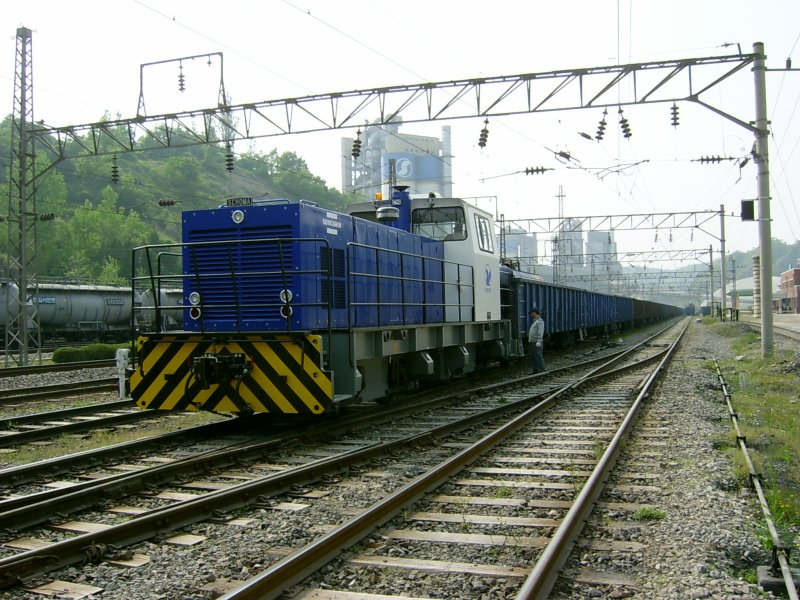
Rangierlokomotive für ein Zementwerk in Südkorea

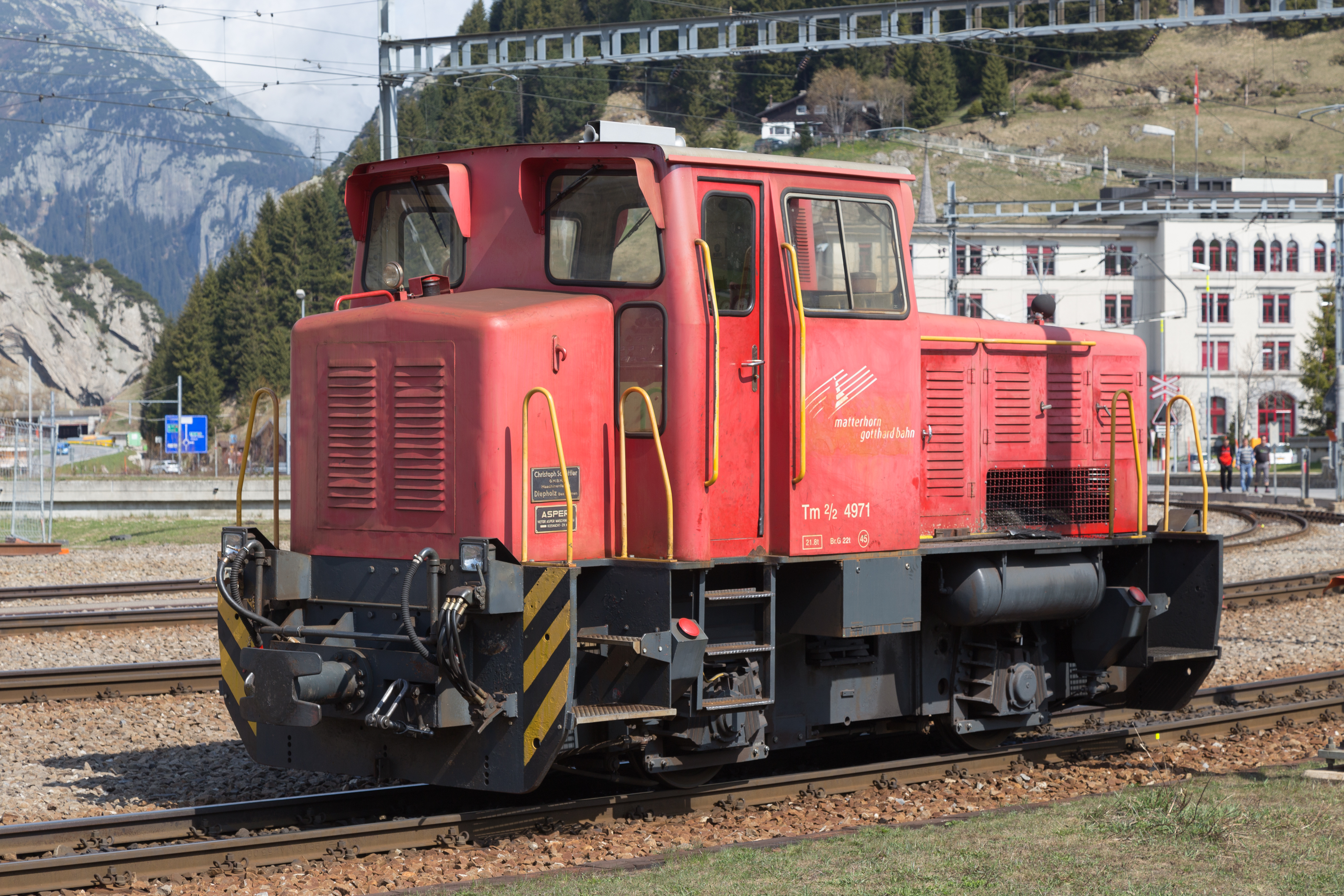
MGB Tm 2/2 Nr. 4971 in Andermatt

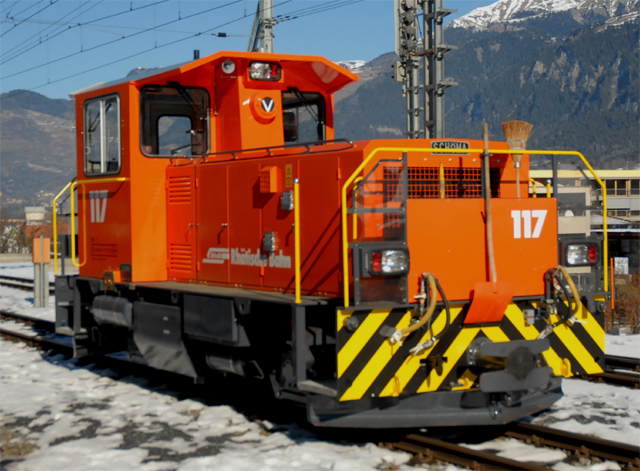
Rangierlokomotive der Rhätischen Bahn

Tunnel, für die Schöma-Lokomotiven eingesetzt werden/wurden:
- Gotthard-Basistunnel
- Eurotunnel
- Tunnelbau in Shanghai
- London Underground
- Tunnelbau in Madrid

Orte, an denen Rangierlokomotiven der Schöma eingesetzt werden:
- Sungshin Zementwerk Südkorea
- Kieswerk Weiacher Kies
- Matterhorn-Gotthard-Bahn
- Rhätische Bahn
- Regionalverkehr Bern–Solothurn
- Freiburgische Verkehrsbetriebe
- Delmenhorst-Harpstedter Eisenbahn

Museums- und Inselbahnen mit Schöma-Lokomotiven
- Halligbahn Dagebüll–Oland–Langeneß (seit 2021 elektrische Lokomotive)[4]
- Langeoog
- Borkum
- Spiekeroog
- Wangerooge
- Baltrum
- Berliner Parkeisenbahn
- Parkeisenbahn Chemnitz
- Bad Schwalbacher Kurbahn
- Museumsfeldbahn Großgmain
- Pilionbahn, Griechenland